# Ejército del Imperio otomano

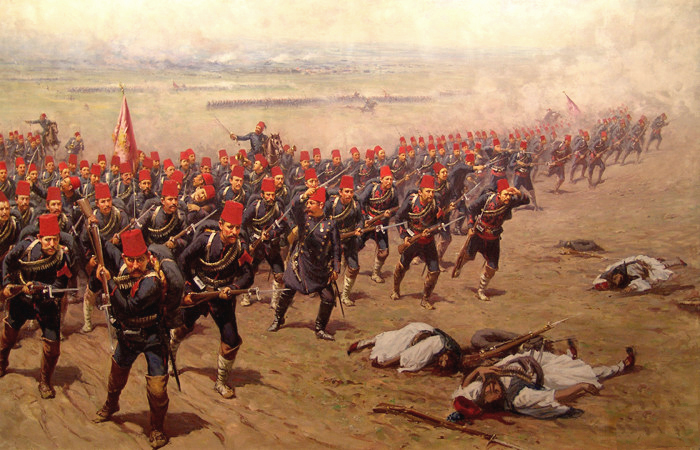
Batalla de Domokos.

El Ejército del Imperio otomano (en turco otomano: Osmanlı İmparatorluğu Ordusu‎) fue uno de los artífices del dominio otomano sobre grandes extensiones en Europa (los Balcanes) y el Medio Oriente entre los siglos XV y XX. El ejército otomano se basaba en un complejo sistema de reclutamiento y posesiones feudales en compensación por un apoyo militar. En el ejército otomano, la caballería ligera constituyó durante largo tiempo el grueso de sus tropas y se les otorgaron feudos denominados timar. La caballería empleó arcos y espadas cortas e hizo uso de tácticas militares nómadas similares a las del Imperio mongol. El ejército otomano fue en su día una de las tropas más avanzadas en el mundo, siendo de los primeros en emplear mosquetes y arcabuces. El famoso Cuerpo de los Jenízaros proporcionó tropas de élite y fue la guardia pretoriana del sultán. 
Después del siglo XVII, sin embargo, los otomanos no pudieron disponer de una tropa de combate moderna debido a una carencia de reformas, principalmente por la corrupción extendida entre los jenízaros. La abolición de la Guardia Jenízara en 1826 no fue suficiente, y en la guerra contra Rusia, el Imperio Otomano careció del armamento y las tecnologías modernas para poder hacer frente al enemigo.
La modernización del Imperio Otomano en el siglo XIX comenzó con el ejército. Esta fue la primera institución otomana en buscar los servicios de expertos extranjeros, así como enviar a numerosos oficiales para adquirir conocimientos militares en países de la Europa Occidental. La tecnología y las nuevas armas fueron transferidas al Imperio, como armas de fuego alemanas y británicas, una Fuerza Aérea y una Marina moderna. El Imperio tuvo éxito al modernizar su ejército. No obstante, esto no fue eficaz en modo alguno frente a las principales potencias occidentales de la época, que asistieron a su declive y fin.

## Historia

### Periodo fundacional (1300-1453)
La forma más temprana de la milicia otomana era una fuerza de caballería esteparia nómada. Estas fueron centralizadas por Osmán I de las tribus turcomanas que habitan en el oeste de Anatolia a finales del siglo XIII.
Estos jinetes se convirtieron en una irregular fuerza de asaltantes utilizados como fuerza de choque, armados con armas simples como arcos y lanzas. Se les dio feudos llamados Timars en las tierras conquistadas, y más tarde fueron llamados timariots. Además adquirieron riqueza durante las campañas.
Orhan I organizó un ejército permanente que recibe un salario en lugar de botín o feudo. La infantería se llama yayas y la caballería era conocido como müsellem. La fuerza estaba compuesta por extranjeros mercenarios en su mayor parte, y sólo unos pocos turcos que se conformaban a aceptar salarios en lugar de los timars. Los mercenarios extranjeros no estaban obligados a convertirse al islam, siempre que obedecieran a sus comandantes otomanos.
Los otomanos comenzaron a usar armas de fuego en algún momento del siglo XV. Después de eso, otros tipos de tropas comenzaron a aparecer, tales como los regulares mosqueteros (Piyade topcu , literalmente "artillería a pie"); caballería regular armada con armas de fuego (Süvari Topçu Neferi , literalmente "soldado montado de artillería", similar a los posteriormente europeos Reiter y carabineros); y bombarderos ( Humbaracı ), que consta de granaderos que lanzaron explosivos llamados khımbara y los soldados que sirvieron con la artillería de mantenimiento y suministros de pólvora.
El Imperio otomano fue el primero de los tres imperios islámicos de la pólvora, seguido por la Persia safávida y la India mogol. En el siglo XIV, los otomanos habían adoptado la artillería de pólvora. La adopción de las armas de pólvora por parte de los otomanos fue tan rápida que "precedieron a sus adversarios europeos y de Oriente Medio en el establecimiento de tropas centralizadas y permanentes especializadas en la fabricación y manejo de armas de fuego". Pero fue su uso de la artillería lo que sorprendió a sus adversarios e impulsó a los otros dos Imperios Islámicos de la Pólvora a acelerar su programa armamentista. Los otomanos tenían artillería al menos durante el reinado de Bayezid I y la utilizaron en los asedios de Constantinopla en 1399 y 1402. Finalmente demostraron su valía como máquinas de asedio en el exitoso sitio de Tesalónica en 1430.
El uso regularizado de armas de fuego por parte del ejército otomano avanzó más que el de sus homólogos europeos. Los jenízaros inicialmente habían sido guardaespaldas de infantería que usaban arcos y flechas. En la época del sultán Mehmed II, habían sido entrenados con armas de fuego y se convirtieron en "quizás la primera fuerza de infantería permanente equipada con armas de fuego en el mundo". Por tanto, los jenízaros son considerados los primeros ejércitos permanentes modernos. La combinación de artillería y potencia de fuego jenízaro resultó decisiva en Varna en 1444 contra una fuerza de cruzados, y más tarde en Başkent y Chaldoran contra Aq Qoyunlu y Safavids.

### Ejército Clásico (1451-1606)
El Ejército Clásico otomano era la estructura militar establecida por Mehmed II, durante su reorganización del estado y de los esfuerzos militares. Esta es la gran reorganización siguiente a Orhan I que organizó un ejército permanente que recibe un salario en lugar de botín o feudos. Este ejército fue la fuerza durante el ascenso del Imperio otomano. La organización era doble, central (Kapu Kulu) y periférica (Eyalet). Después de una larga labor de reforma, este Ejército se vio obligado a la disolución por el sultán Mahmut II el 15 de junio de 1826 en lo que se conoce como Incidente Afortunado.

### Reforma del Ejército Clásico (1606-1826)
El tema principal de este período está en la reforma de los jenízaros. Los militares occidentales fueron importados como asesores, pero sus habilidades para lograr un cambio en el Ejército Clásico fueron limitadas.
El imperio otomano hizo numerosos esfuerzos para reclutar expertos franceses para su modernización. El oficial y aventurero francés Claude-Alexandre de Bonneval (1675-1747) fue al servicio del sultán Mahmud I, se convirtió al islam, y se esforzaron para modernizar el ejército otomano, con la creación de fundiciones de cañones, fábricas de fusiles y pólvora y una escuela militar de ingenieros. Otro oficial François Barón de Tott estuvo involucrado en los esfuerzos de reforma para el ejército otomano . Tuvo éxito en construir una nueva fundición para hacer obuses, y jugó un papel decisivo en la creación de unidades de artillería móviles. Él construyó fortificaciones en el Bósforo y comenzó un curso de ciencia naval que puso la primera piedra para la que sería más tarde la Academia Naval de Turquía.
Por desgracia, era casi imposible para él desviar soldados del ejército regular para las nuevas unidades. Los nuevos buques y cañones en servicio eran demasiado pocos para representar mucha influencia en el ejército otomano y Tott volvió a casa.
Cuando habían solicitado la ayuda de Francia, un joven oficial de artillería con el nombre de Napoleón Bonaparte iba a ser enviado a Constantinopla en 1795 para ayudar a organizar la artillería otomana. Sin embargo, unos días antes de que fuera a embarcarse para el Cercano Oriente demostró ser útil para el Directorio por sofocar una turba en París el 13 de Vendémiaire y se mantuvo en Francia.

### Esfuerzos para un nuevo sistema (1826-1858)
El tema principal de este período fue la disolución de los jenízaros, que sucedió en 1826, y el cambio de la cultura militar. Las unidades militares formadas se usan durante la guerra de Crimea, guerra ruso-turca (1877-1878) y la guerra greco-turca (1897).
Los esfuerzos fallidos del nuevo sistema datan de antes de 1826. El Sultán Selim III forma el ejército Nizam-ı Cedid (Nizam-i Cedid que significa Nuevo Orden) a finales del siglo XVIII y principios del siglo XIX. Este fue el primer intento serio para transformar las fuerzas militares otomanas en un ejército moderno. Sin embargo, el Nizam-i Cedid fue de corta duración, disolviéndose después de la abdicación de Selim III en 1807. Entre 1829 y 1855 el nuevo ejército era constantemente mejorado bajo la mirada de los asesores militares. Las tropas del cuerpo de Nizam-i Cedid estaban equipados con uniformes de estilo europeo y educados en la estrategia militar europea.
El sultán Abdul Medjid disfrutó de varios años de paz, lo que le permitió formar un ejército poderoso y bien disciplinado que se estableció a principios del año 1842.

### Ejército moderno (1861-1918)
El tema principal de este período esta en la  organización y entrenamiento de las unidades recién formadas. El cambio del sistema francés al sistema alemán y las misiones militares alemanas fue lo más efectivo durante este período. Las unidades militares son utilizadas en las guerras de los Balcanes y la Primera Guerra Mundial. El ejército otomano fue reorganizado a lo largo de las líneas modernas de Europa Occidental durante el período de modernización (Tanzimat) y funcionó más o menos entre 1861 (las unidades del Primer ejército datan de 1843) y 1918 el final de la Primera Guerra Mundial.
Abdul Hamid II, ya en 1880 buscó, y dos años más tarde se aseguró, ayuda alemana, que culminó con el nombramiento del teniente coronel de Kohler. Sin embargo. Aunque el consenso de que Abdul Hamid, favoreció la modernización del ejército otomano y la profesionalización de los oficiales es bastante general, parece que se olvidó de los militares durante los últimos quince años de su reinado, y también redujo el presupuesto militar. 
La formación del Ejército otomano moderno fue un proceso lento y con altibajos.

## Galería

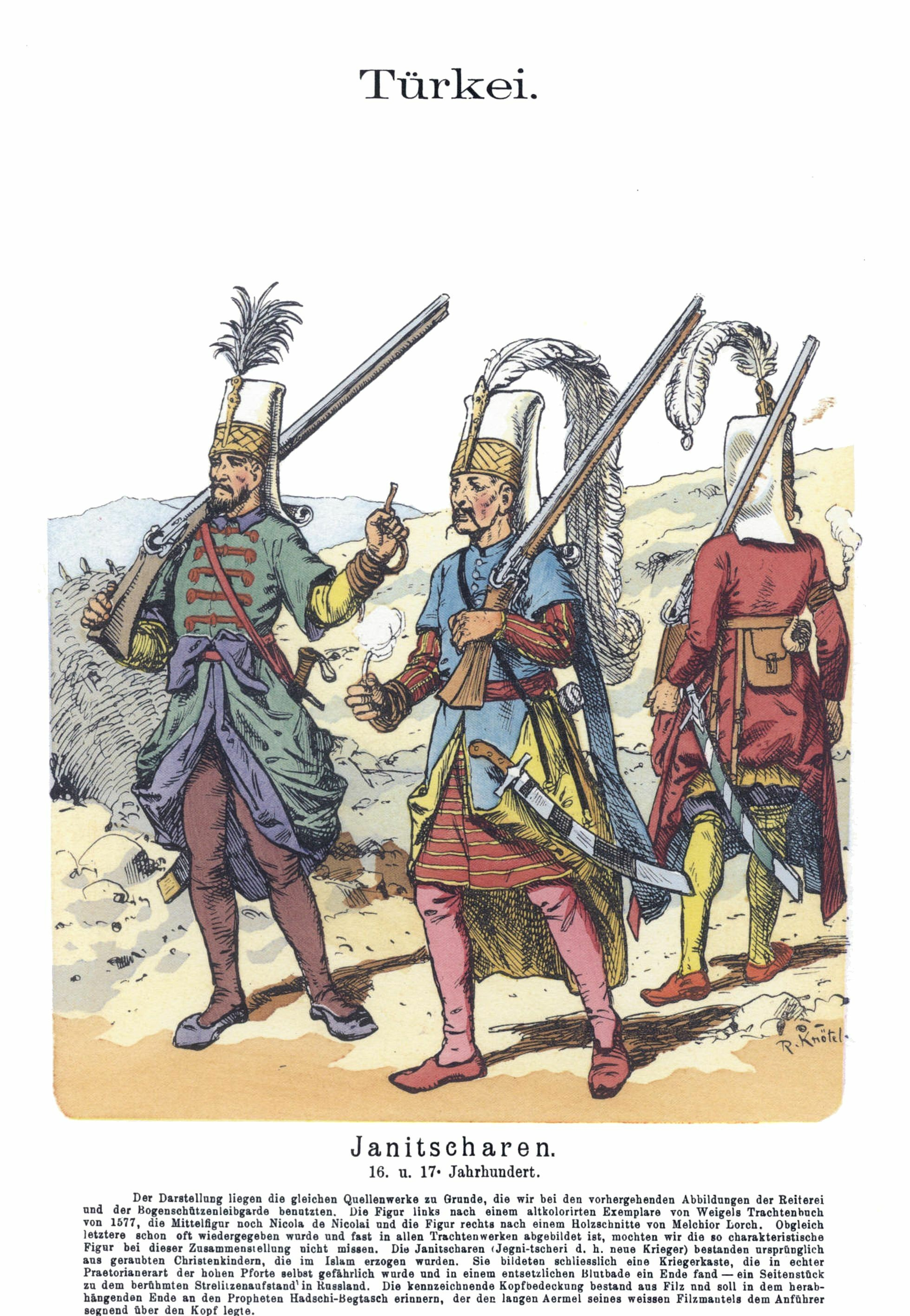
Jenízaros
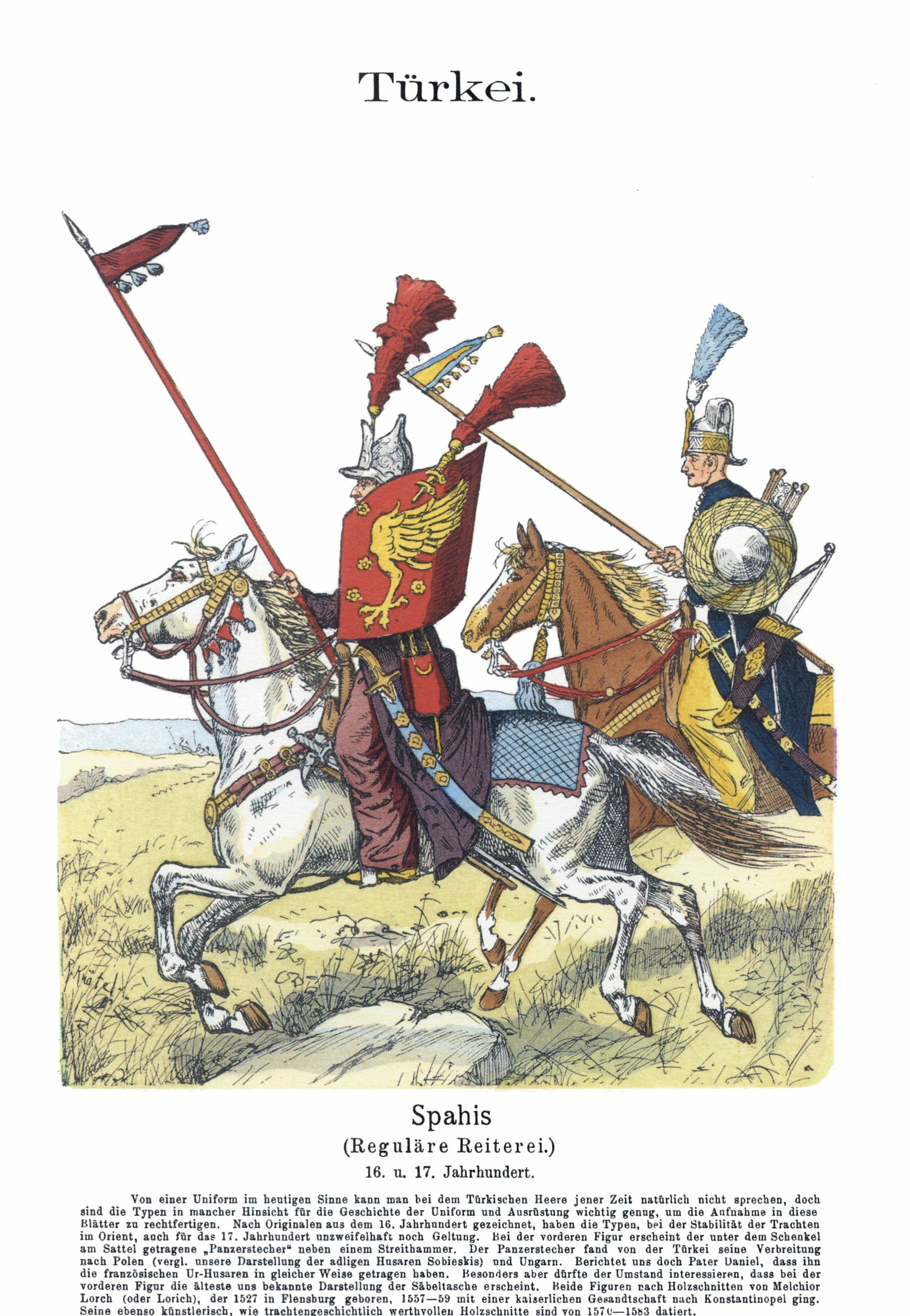
Sipahi
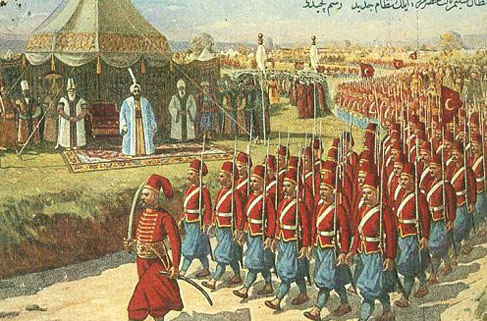
Ejército Nizam-ı Cedid
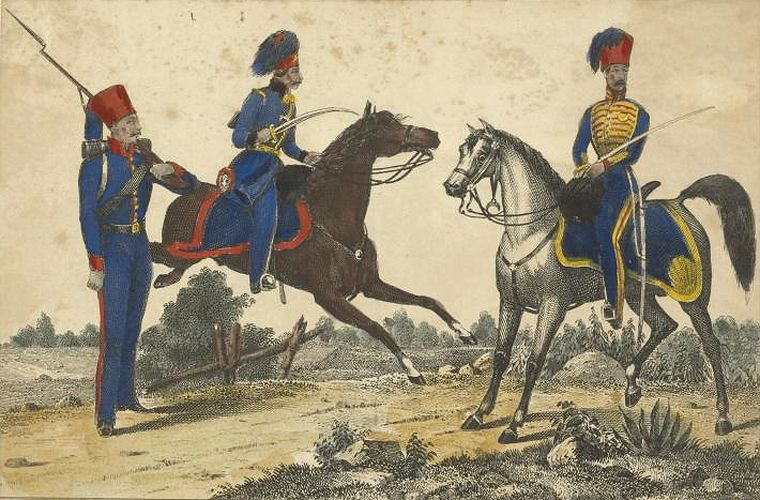
Soldados otomanos 1840.
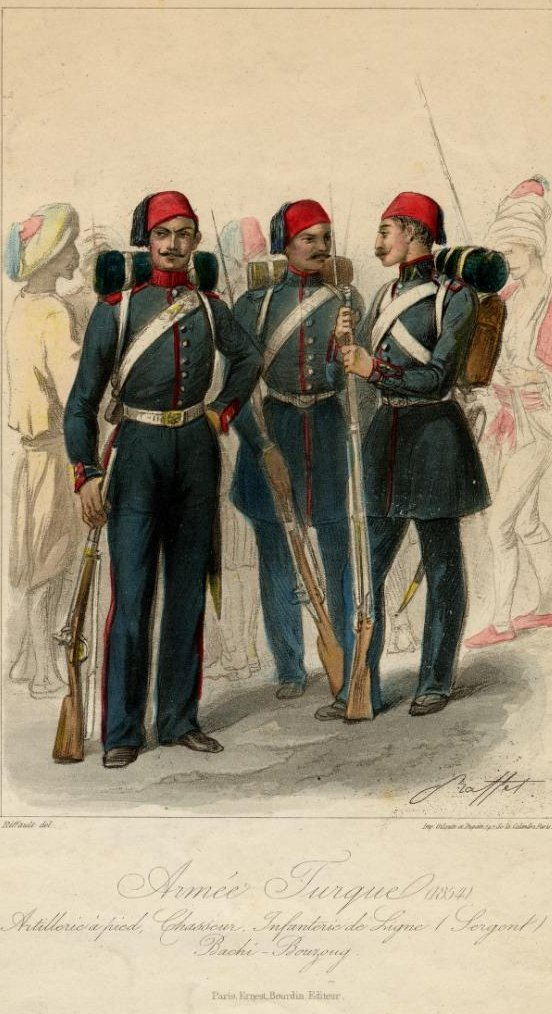
Infantería otomana 1854.
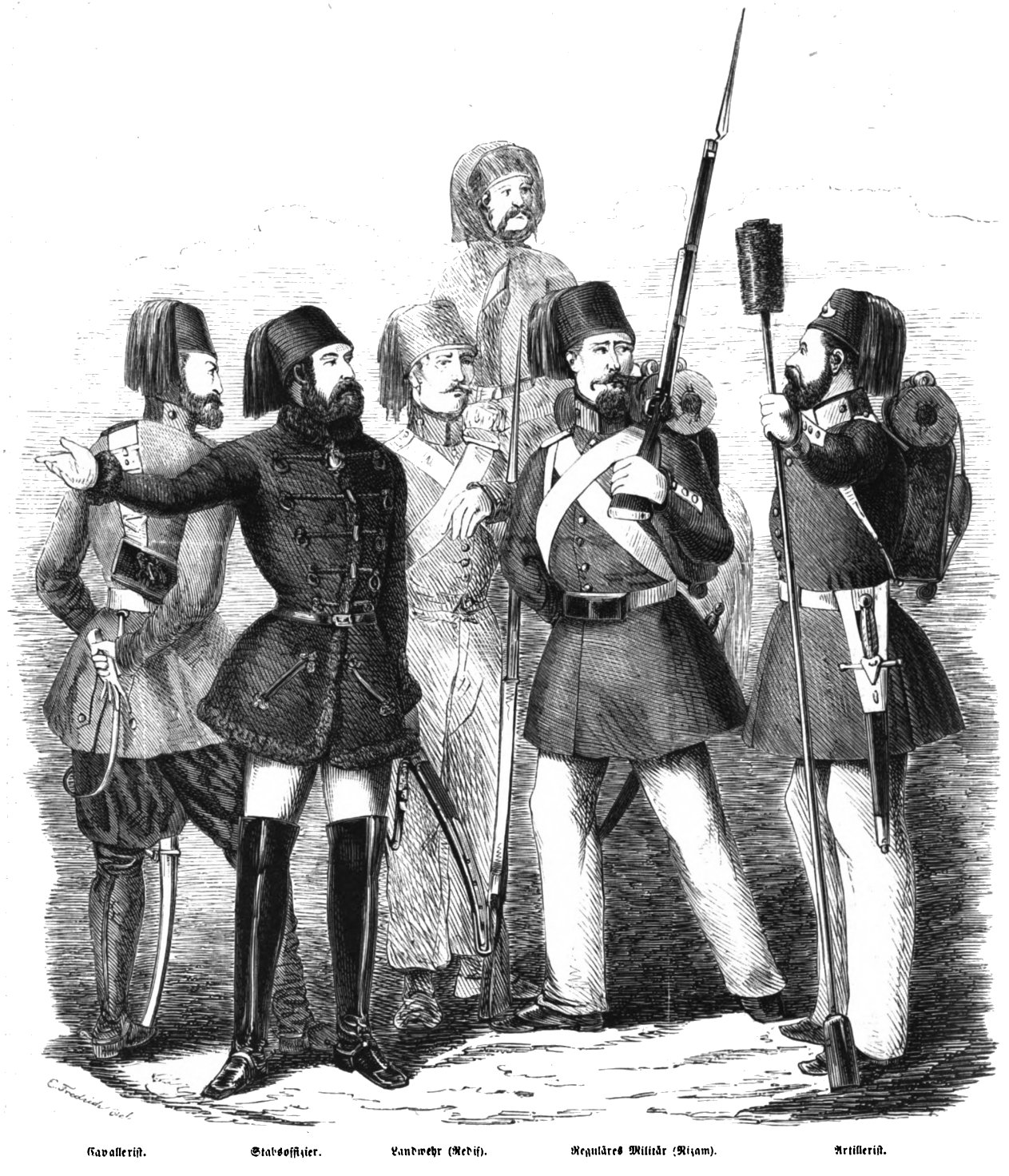
Tropas otomanas alrededor de 1854.
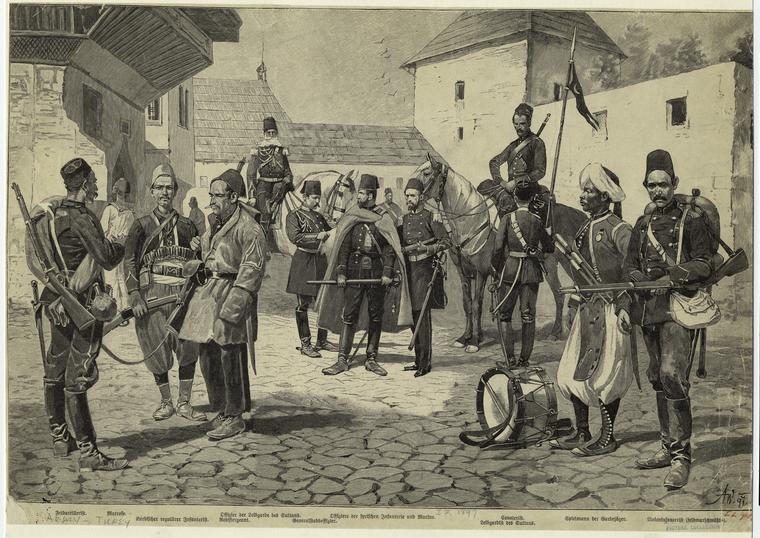
Soldados y oficiales en 1897.
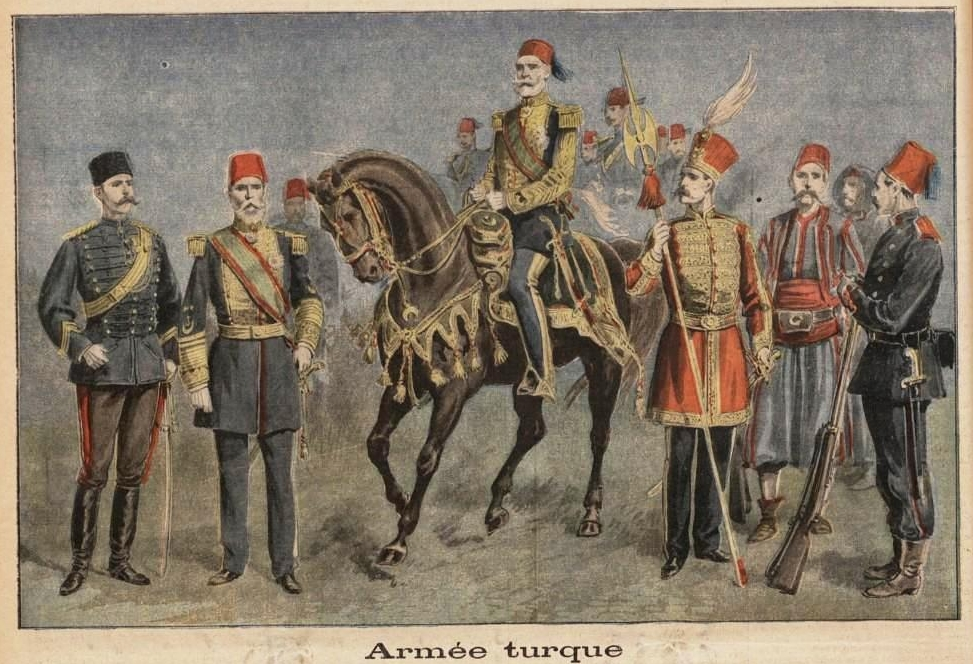
Ejército otomano 1897.
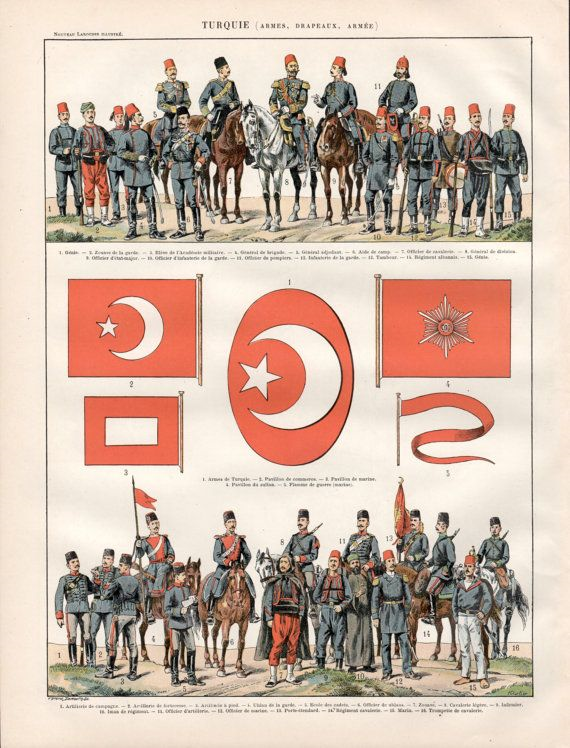
Ejército otomano alrededor de 1900.
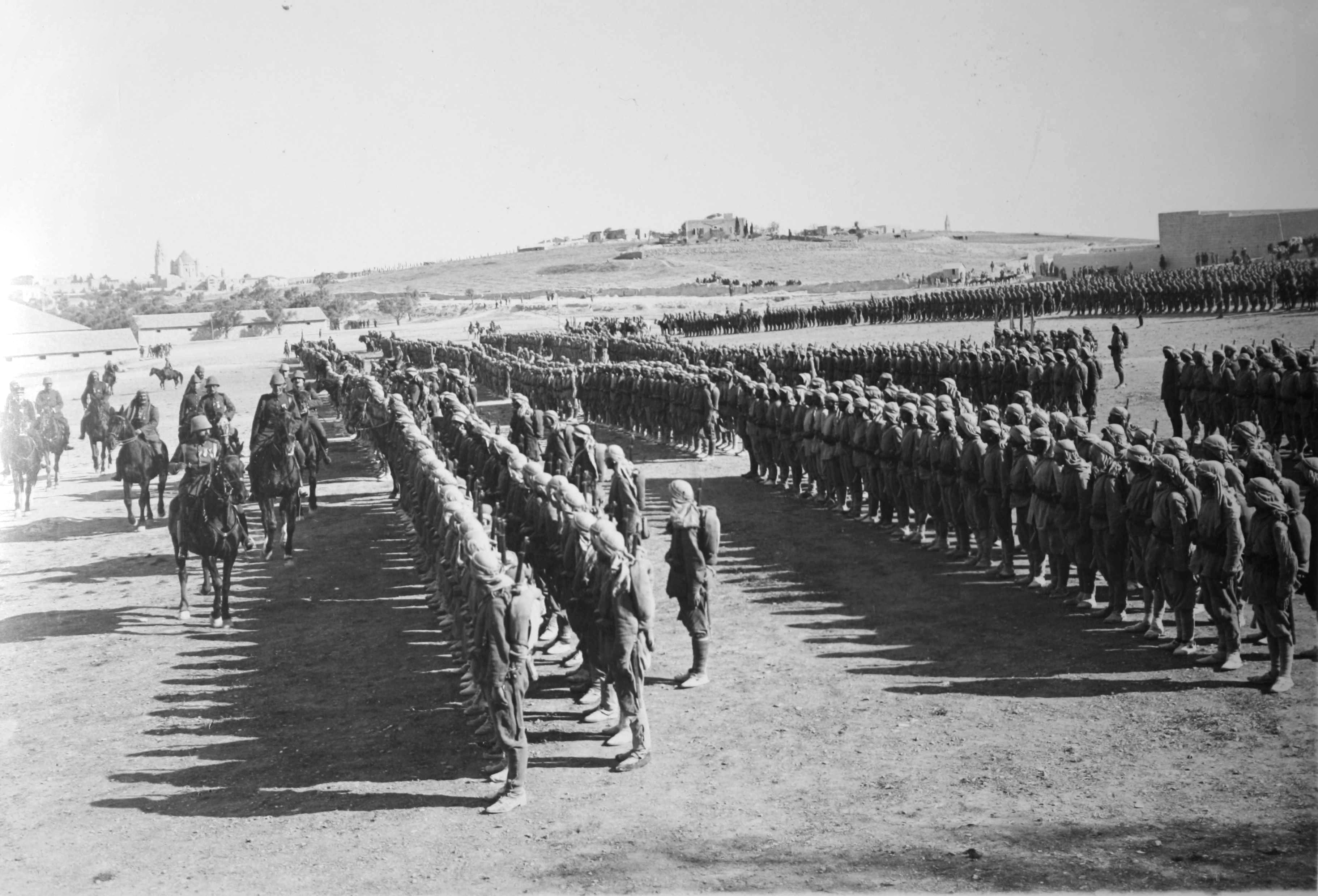
Ejército otomano en la Primera Guerra Mundial.

## Personal

### Formación

#### Colegio Militar otomano
Era una universidad de personal militar de dos años de estudio del Imperio Otomano. Su misión era educar a oficiales de estado mayor para el ejército otomano.

#### Academia Militar otomana
La Academia se formó en 1834, por el Mariscal Ahmed Fevzi Pasha junto con Mehmed Pasha Namık, como el Mekteb-i Harbiye (turco otomano: literalmente, "Escuela de Guerra"), y la primera clase de oficiales se graduó en 1841. Su formación era una parte de las reformas militares en el Imperio otomano ya que reconoció la necesidad de oficiales de mayor nivel educativo para modernizar su ejército. La necesidad de un nuevo orden militar era parte de las reformas del sultán Mahmud II, continuada por su hijo Abdülmecit I.
Después de la fundación de las escuelas militares en 1845, la Academia continuó dando educación con un plan de estudios de cuatro años. La Academia entrenaba principalmente artillería y oficiales de caballería hasta 1908. Después de la desaparición del Imperio Otomano la escuela se renombró como la Academia Militar de Turquía en virtud de la República de Turquía.

## Cuerpos militares

### Terrestres

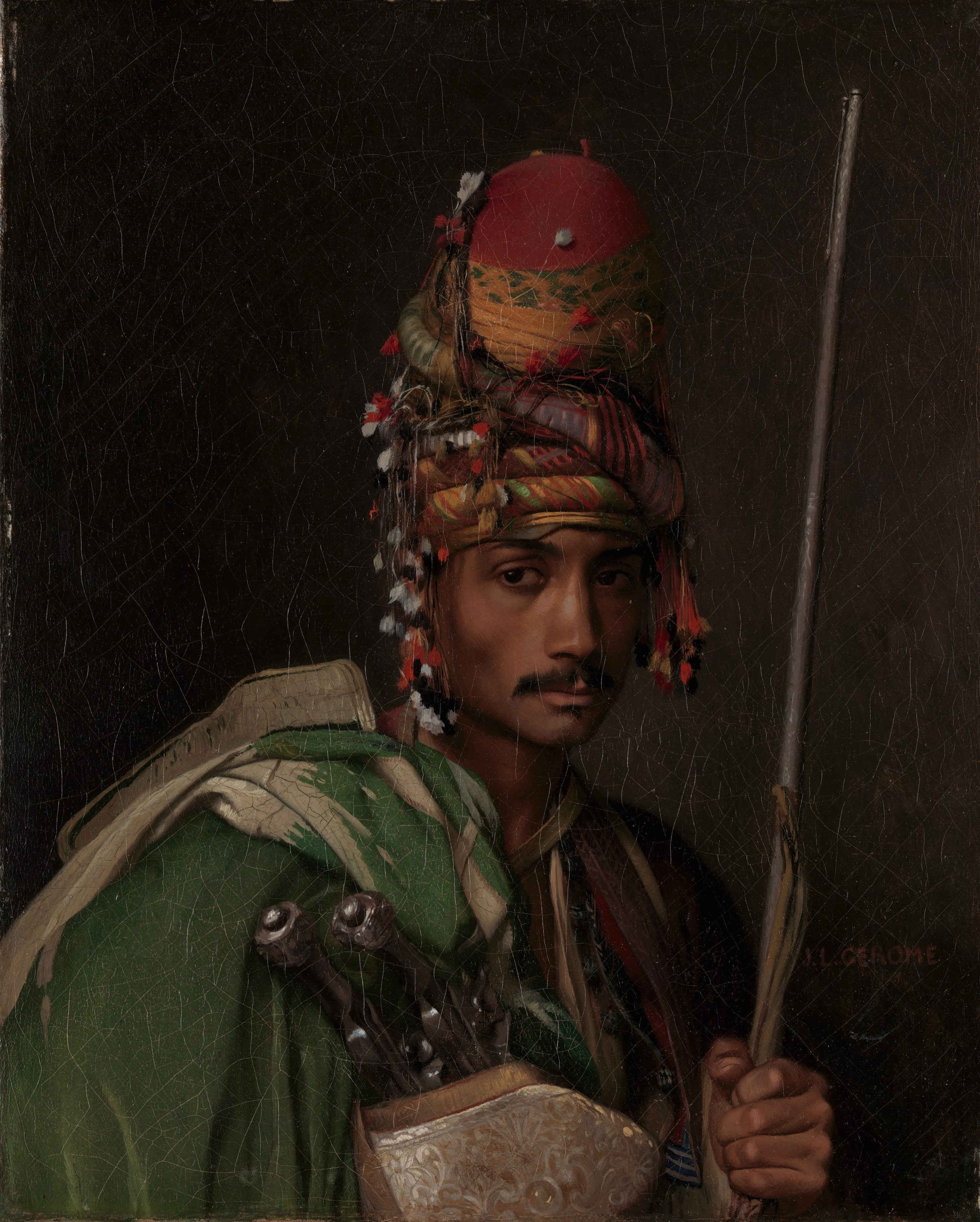
başıbozuk

Ilustración con jenízaros.

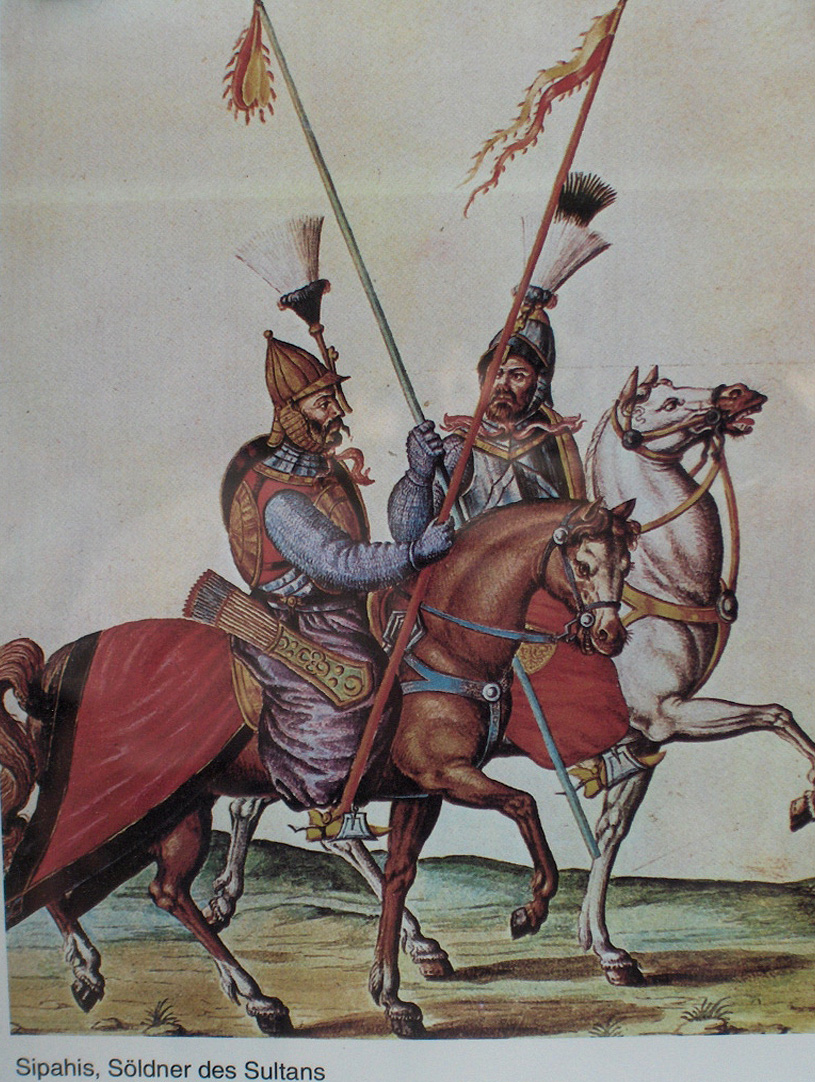
Ilustración con dos sipahis.

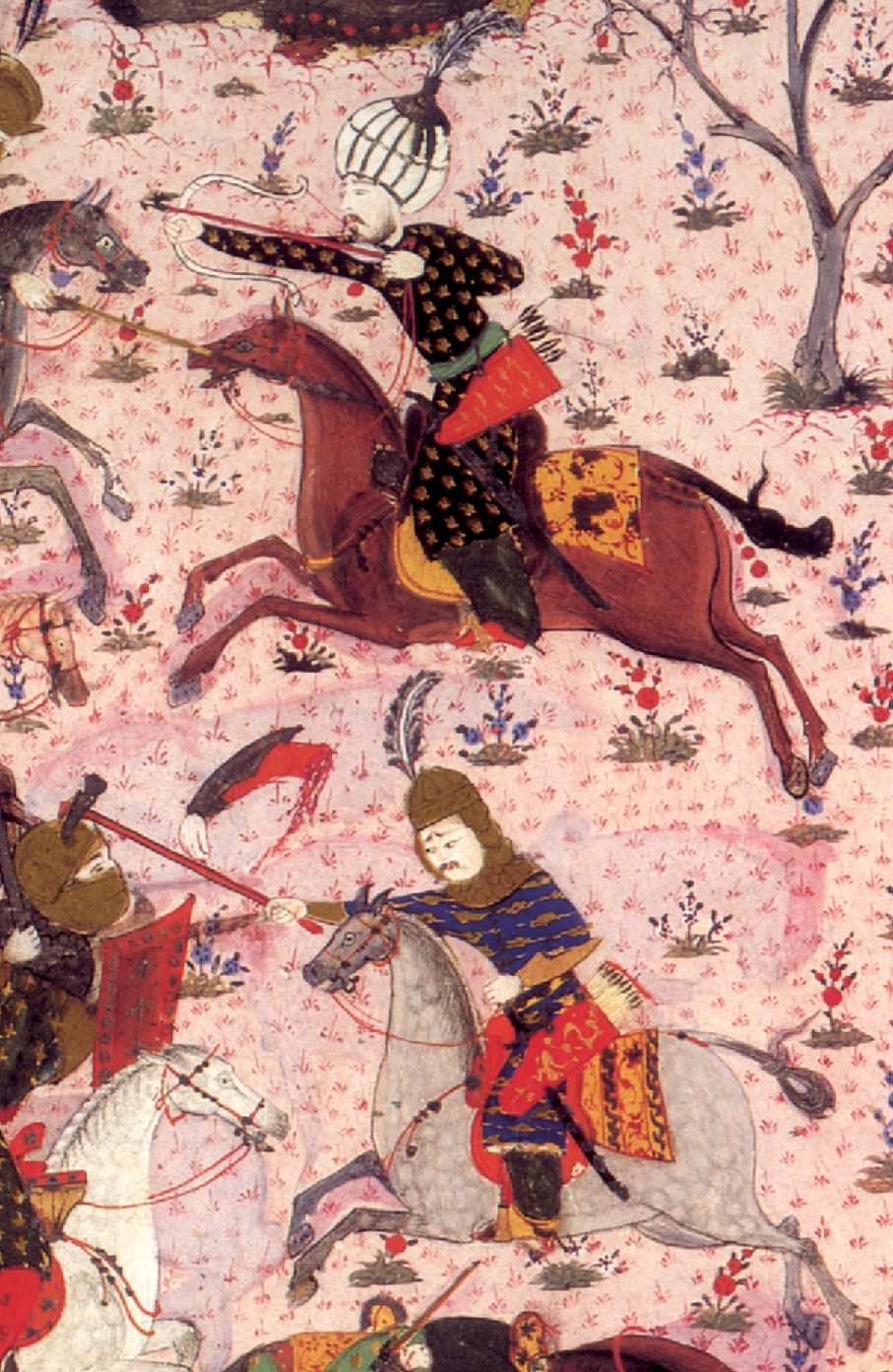
Dos akıncı en la batalla de Móhacs. Véase la diferencia de armas.

#### Basi-bozuk
Un Basi-bozuk (en turco başıbozuk, que significa desorganizado, falto de liderazgo) era un soldado irregular (mercenarios) del ejército otomano.
Aunque las tropas otomanas siempre constaron de aventureros basi-bozuk, así como de soldados regulares, las continuas tensiones en el sistema feudal otomano provocadas principalmente por la ampliación de las extensiones del Imperio otomano llevaron a que fuera dependiendo de dichos soldados irregulares.

#### Jenízaros

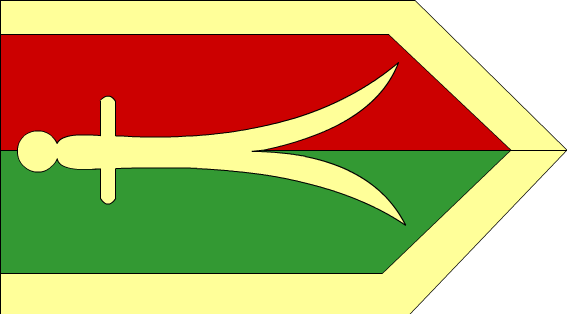
Estandarte del cuerpo de Jenízaros.

Los jenízaros (en turco yeniçeri, que significa nuevas tropas/soldados) constituían unidades de infantería adiestradas; no en vano eran la élite del ejército otomano. Entre sus muchas misiones destacaba la de ser los encargados de la custodia y salvaguarda del Sultán otomano, así como de las dependencias de palacio, siendo considerados su guardia pretoriana. Tienen su origen en el siglo XIV (1330) y fueron abolidos (y masacrados) por el Sultán Mahmud II en 1826.

##### Yerlica
En el Imperio Otomano del siglo XVII, yerlica era un término empleado para describir a los jenízaros que habían sido destinados a un centro urbano o una población de tamaño medio un número considerable de años atrás y se habían integrado totalmente en sus alrededores, a menudo desempeñando papeles importantes en la vida comercial y política de la zona.

##### Kapikulu
Otro subgrupo de jenízaros fue conocido como kapikulu: éstos no eran más que jenízaros que habían sido enviados por orden directa del Sultán. En general, los kapikulu eran mucho más leales a la Sublime Puerta que los yerliyya. En muchas regiones del Imperio acontecieron choques y disputas entre estos dos grupos, que persistieron hasta que los jenízaros fueron abolidos en 1826.

### Caballería

#### Sipahis

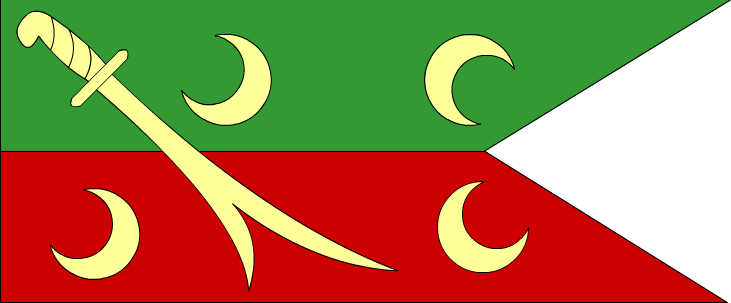
Estandarte del cuerpo de sipahis.

Los sipahis (en turco: sipahi) eran una tropa de élite montada, incluida dentro de las seis Divisiones de la Caballería del ejército del Imperio Otomano. El nombre proviene del vocablo sepâhi (en persa: سپاهی‎), que significa "soldado", y posee la misma raíz que "sepoy". El estatus de los sipahi se asemejaba al de los caballeros europeos medievales. El sipahi era el titular de un feudo (timar) concedido directamente por el sultán otomano, y tenía derecho a todos los ingresos del mismo a cambio de sus servicios como militar. Los campesinos del timar eran posteriormente añadidos al mismo.

#### Akıncı
Akıncı era la división de caballería ligera del ejército otomano. Era una de las primeras divisiones en hacer frente a los militares contrarios y eran conocidos por su valor en la batalla.

### La armada otomana

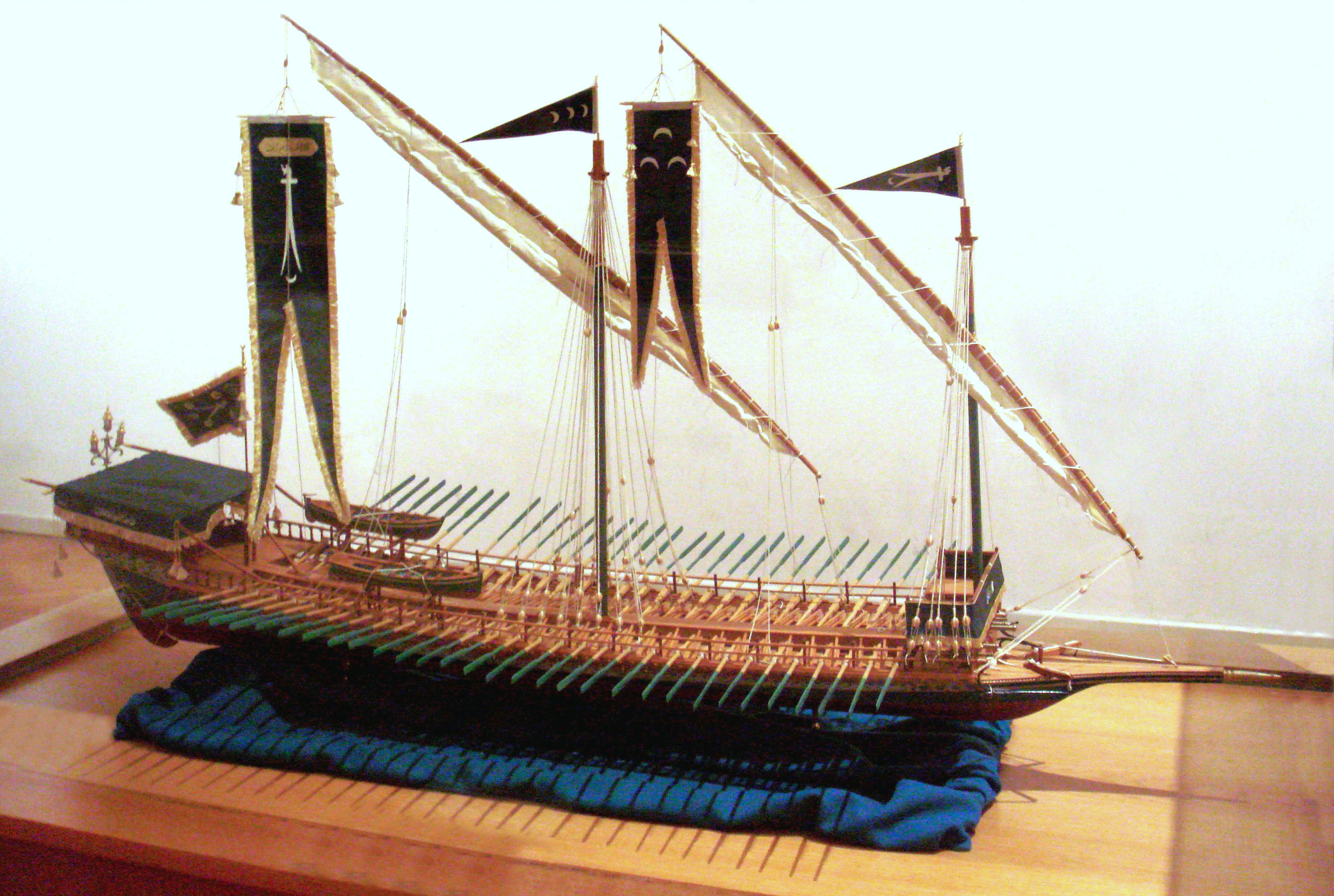
Maqueta de una galera.

Los otomanos no llegarían hasta el mar Mediterráneo hasta finales del siglo XI. Por entonces, los otomanos, un pueblo estepario y nómada al servicio del sultanato selyúcida no conocía nada acerca de los barcos y tuvieron que aprenderlo. Muestra de ello es que tuviesen que utilizar en su vocabulario naval palabras de orígenes tan variopintos como de Grecia, España o Italia. Aprendieron rápido, pues ya en el siglo XII contaban con una armada que, según se creía entonces, podía desafiar al Imperio bizantino. Esta inesperada rapidez daba muestras de la buena organización y motivación de los turcos otomanos en alcanzar un territorio propio. En el siglo XIII, los turcos controlan casi toda la costa de Anatolia y prepararon una armada para conquistar Creta en 1341. En el siglo XV, el expansionismo otomano lleva a su flota hasta las costas balcánicas e italianas. En el siglo XVI, la marina de guerra otomana está en su apogeo. Las sucesivas victorias sobre las flotas cristianas de Roma y España parecen dar viento en popa a la flota, llegando a incursionar en aguas españolas y africanas. El punto culminante de este poderío naval se daría en la batalla de Preveza.
El declive de la flota otomana es, sin duda alguna, la derrota de la flota otomana en la batalla de Lepanto de 1571, dando paso, con el declive en paralelo del Imperio otomano, al subdesarrollo posterior de la armada hasta la caída del imperio.